# Cissa
Cissa – rodzaj ptaków z rodziny krukowatych (Corvidae).

## Zasięg występowania
Rodzaj obejmuje gatunki występujące w Azji.

## Morfologia
Długość ciała 31–39 cm; masa ciała 120–133 g.

## Systematyka

### Etymologia
- Cissa: gr. κισσα kissa „sroka”. Grecy stosowali tę nazwę zarówno dla określenia sójki, jak i sroki. W mitologii greckiej Kissa (Cissa) była jedną z Pieryd, która po nieudanym pojedynku przeciwko najlepszej z muz w konkursie śpiewu, została zamieniona w srokę[8].
- Corapica: zbitka wyrazowa nazw rodzajów: Coracias Linnaeus, 1758 (kraska) i Pica Brisson, 1760 (sroka)[9]. Typ nomenklatoryczny: Coracias sinensis J.F. Gmelin, 1788 (= Coracias chinensis Boddaert, 1783).
- Chlorisoma (Chlorosoma, Chlorosima): gr. χλωρος khlōros „zielony”; σωμα sōma, σωματος sōmatos „ciało”[10]. Typ nomenklatoryczny: Coracias chinensis Boddaert, 1783.

### Podział systematyczny
Do rodzaju należą następujące gatunki:
- Cissa chinensis (Boddaert, 1783) – kitta szmaragdowa
- Cissa hypoleuca Salvadori & Giglioli, 1885 – kitta zielona
- Cissa thalassina (Temminck, 1826) – kitta krótkosterna
- Cissa jefferyi Sharpe, 1888 – kitta białooka